# 688 Attack Sub
688 Attack Sub ist eine U-Boot-Simulation des amerikanischen Herstellers Electronic Arts aus dem Jahr 1989. Es erschien zunächst für MS-DOS, Commodore Amiga und wurde 1991 auch für Sega Mega Drive umgesetzt.
Das Spiel wurde von John W. Ratcliff und Paul Grace programmiert und gilt nicht nur als Genre-Klassiker, sondern stellte auch die erste realistische Simulation eines Atom-U-Bootes dar.

## Spielinhalt
Der Spieler stellt sich als Kommandant eines Atom-U-Bootes entweder an die Seite der amerikanischen oder der sowjetischen Marine. Er befehligt entweder die titelgebende Los Angeles (mit der Kennung 688) oder die Dallas, beides U-Boote der Los-Angeles-Klasse, oder ein sowjetisches U-Boot des Projekts 705 (NATO-Bezeichnung: Alfa-Klasse). Die Waffen dieser U-Boote sind Torpedos, Anti-Schiff-Raketen und Marschflugkörper. Als Gegenmaßnahme stehen zusätzlich Täuschkörper zur Verfügung.
In seiner Funktion als Kommandant wird der Spieler auf unterschiedliche Missionen geschickt. Seine Befehle erhält er nach Eingabe eines Sicherheitscodes (als Kopierschutz für das Spiel) über einen Funkschreiber. Anschließend steuert er von den wichtigsten Stationen (Ruderstand, Waffentafel, Sonarraum etc.) aus das U-Boot und versucht, die Mission zu erfüllen. Erstmals wird dabei auf eine realistische Umsetzung tatsächlicher moderner Unterwasser-Kriegsführung Wert gelegt: Der Spieler muss vorrangig dafür sorgen, dass Sonardaten in ausreichender Menge vorhanden sind, um ein klares Bild der Lage um das U-Boot zu schaffen. Gerade im Bereich der Ortungsmethoden stehen ihm allerlei Hilfsmittel zur Verfügung: Passivsonar für verschiedene Frequenzbereiche, Aktivsonar, Schleppsonar, Periskop. Gleichzeitig muss der Spieler auch die Sicherheit seines eigenen U-Bootes bedenken und nicht zu auffällig bzw. lärmintensiv vorgehen.
Auch die Missionen boten für damalige Verhältnisse viele Innovationen: Während frühere Simulationen wie Silent Service von Sid Meier (1985) meistens dem Spieler das Ziel setzten, möglichst viele Feindschiffe zu versenken, wurde in 688 Attack Sub differenzierter vorgegangen. Die Aufgaben umfassen z. B. die unerkannte Beschattung feindlicher U-Boote oder den Schutz des zivilen Frachtverkehrs, aber auch klassische Versenkungsaufgaben. Abgesehen von einzelnen Ausnahmen lässt sich jedes Szenario sowohl auf Seiten der USA als auch der UdSSR spielen. Zwei Schwierigkeitsstufen, Standard und Beginner, stehen zur Verfügung. Die PC-Version bietet dabei auch die Möglichkeit, zwei Spieler in verteilten Rollen über Modem gegeneinander spielen zu lassen.
Obwohl das Spiel als Simulation beworben wurde und in vielen Aspekten durchaus realistisch umgesetzt ist, wurden einige Komponenten, wie die Entwickler selber anmerken, zugunsten der Spielbarkeit geändert. So haben Torpedos nun eine auf zehn Seemeilen beschränkte Reichweite, um dem Spieler das Warten wegen langer Laufzeiten zu ersparen. Außerdem wurden die Geschwindigkeiten der U-Boote angepasst, um einen Kompromiss zwischen offiziellen Angaben und inoffiziellen Gerüchten zu schaffen. Außerdem hält das U-Boot des Spielers auf dem einfacheren der beiden Schwierigkeiten bis zu sechs Torpedotreffer aus.

## Interface
Das Spiel wird über eine Anzahl von Befehlsbildschirmen gesteuert, die von einer grafisch dargestellten Kommandobrücke aus einzeln per Maus oder Tastatur ausgewählt werden. Vor der Anwahl eines Raumes ändert sich der Mauszeiger auf ein entsprechendes Symbol, mit dem der Raum erkannt werden kann.
Abgesehen vom Funkraum und der Statusanzeige ist in allen Befehlsbildschirmen eine Gefechtskarte mit einem zugehörigen Bedienblock und einer Target-Taste zur Auswahl eines Zieles zu sehen.
Eine Zeile am oberen Bildschirmrand informiert den Spieler über Typ, Position, Geschwindigkeit und Kurs des angewählten Zieles. Außerdem gehören zwei Informationszeilen am unteren Bildschirmrand zum Interface. In der oberen Zeile werden Nachrichten für den Spieler eingeblendet wie Waffenmeldungen, Schadensberichte und nahendes Aktivsonar, in der unteren sind Position des U-Bootes in geografischen Koordinaten und die vergangene Zeit seit Missionsbeginn angegeben.

### Gefechtskarte
Tatsächlich ist die Gefechtskarte das tragende Element des Spieles. Zunächst einmal informiert die Karte über die eigene Position und gibt Aufschluss über Meerestiefen und Landumrisse. Weiter werden aber auch sämtliche Sonarkontakte über diese Karte angezeigt und ausgewählt. Sonarkontakte sind zu verschiedenen Graden dem Spieler bekannt, im einfachsten Fall ist nur die Richtung des Kontakts bekannt; der Kontakt wird dann mit einem orangen Kreuz genau auf der Hälfte zwischen dem eigenen Boot und dem Kartenrand angezeigt. Sobald die Position des Kontaktes bestimmt wurde, erscheint dieser als Buchstabe am entsprechenden Ort auf der Karte. Weitere Informationen führen dazu, dass die Art des Kontaktes (an der Oberfläche oder unter Wasser) bekannt wird und der Buchstabe eine entsprechende Farbe (grün für Oberflächenkontakt, blau für Unterwasserkontakt) erhält. Sind Kurs und Geschwindigkeit des Ziels bekannt, so wird dies per optionalem Plotter und einer Kursanzeige auf der Karte vermerkt. Die höchste Stufe der Sonarortung besteht darin, dass schließlich der genaue Typ des Ziels festgestellt werden kann.
Zusätzlich ist die Karte mit einem Head-up-Display versehen, welches die momentane Tiefe, die maximale Wassertiefe und auch die Lage der Thermokline anzeigt. Außerdem wird die Ausrichtung des Periskops angegeben.
Zur weiteren Verwendung der Gefechtskarte gibt es verschiedene Bedienelemente. Mit diesen kann rein- und rausgezoomt, hydrographische Details der Landkarte ein- und ausgeblendet sowie zwischen der Karten- und der Periskopansicht hin- und hergeschaltet werden. Ferner lässt sich das Head-Up-Display umschalten. Auf der Alfa ist der Kontrollblock auf diese fünf Möglichkeiten beschränkt, auf der Los Angeles dagegen gibt es noch die zusätzlichen drei Möglichkeiten den Meeresboden und Sonarziele in einer Konturansicht präsentiert zu bekommen, wobei mit zwei zusätzlichen Knöpfen auch eine Ansicht nach Backbord und Steuerbord möglich ist.

### Funkraum
Alle Missionen beginnen mit dem Erhalt der Befehle im Funkraum. Dort erhält der Spieler über einen Fernschreiber zunächst eine verstümmelte Nachricht, die zusammen mit dem Namen eines U-Bootes der Los-Angeles-Klasse genannt wird. Der Spieler muss die entsprechende Seite im Handbuch des Spiels suchen, auf der der Name des genannten Bootes steht, und die folgenden drei Zeichen nach Abbruch der Nachricht eingeben, um den Code zu entschlüsseln und die Befehle erhalten zu können. Anschließend beginnt der Spieler die Mission.
In einer laufenden Mission hat der Funkraum nur noch rudimentäre Funktion. In ihm lassen sich Antenne und Periskop ein- und ausfahren, sofern sich das Boot in Periskoptiefe (20 Fuß) befindet. Falls die Antenne ausgefahren und unbeschädigt ist, kann der Spieler durch Eingabe des Befehls MISSION in die Konsole noch einmal die Missionsbeschreibung abrufen. Außerdem verfügt der Funkraum als einziger Raum neben dem Periskop über eine Anzeige des ESM-Levels, welches die Intensität elektromagnetischer Strahlung an der Oberfläche angibt. Ein hoher ESM-Level bedeutet dabei die nahe Anwesenheit starker und möglicherweise feindlicher Radarsender und damit auch eine leichte Ortbarkeit des eigenen U-Bootes.
Der Funkraum wird durch einen Blitz symbolisiert.

### Statusanzeige
In der Statusanzeige wird eine Risszeichnung des U-Bootes gezeigt. Einziges Bedienelement ist der SELECT-Knopf, mit dem der Spieler alle Bordsysteme abrufen und auf Funktionstüchtigkeit überprüfen kann.
Auf der Ebene der Kommandobrücke wird der Anwahlbutton für die Statusanzeige durch einen stilisierten U-Bootrumpf symbolisiert.

### Ruderstand
Am Ruderstand, der durch ein Steuerrad symbolisiert ist, hat der Spieler Zugriff auf die manuelle Steuerung des U-Bootes. Zunächst einmal kann die Geschwindigkeit in sechs Stufen geregelt werden. Dabei unterscheiden sich die Einteilungen je nach U-Boot:
- Los Angeles: REVERSE, STOP, 1/3, 2/3, STD, FULL, FLANK
- Alfa: -10, 0, 25, 50, 75, 100, 110

In beiden Fällen entspricht die höchste Fahrtstufe der Höchstgeschwindigkeit von 37,5 kn (Los Angeles) bzw. 42 kn (Alfa). In Tauchtiefen von weniger als 100 Fuß oder bei Verwendung des Schleppsonars lassen sich maximal die Fahrtstufen 2/3 bzw. 50 auswählen.
Die Tiefeneinstellung kann entweder manuell über die Ausrichtung der Tiefenruder erfolgen, oder es können Voreinstellungen gewählt werden. Diese Voreinstellungen sind Periscope Depth (Periskoptiefe, 20 Fuß), 150 ft (Mindesttauchtiefe für Höchstgeschwindigkeit) und Emergency Surface (Notauftauchen).
Der Kurs des U-Bootes kann ebenfalls manuell eingestellt werden, und zwar über einen Regler, der die Position des Ruders festlegt. Des Weiteren gibt es im Ruderstand die Möglichkeit, einen im Kartenraum festgelegten Kurs von Wegpunkten automatisch abfahren zu lassen (Modus Auto Pilot bzw. Auto Helm).
Eine weitere Funktion des Ruderstandes ist es, dass dort der momentane Grad an Kavitation angegeben wird, was ein weiterer Faktor für die Entdeckbarkeit des eigenen Schiffes ist. Allerdings verfügen nur die amerikanischen U-Boote über eine solche Anzeige.

### Waffentafel
Wichtigstes Element der Waffentafel ist ein Block, auf dem alle sechs Torpedorohre angewählt und bestückt werden können. Beide Bootstypen verfügen über vier bzw. sechs Torpedorohre, die mit dem amerikanischen Torpedotyp Mk 48 ADCAP oder dem sowjetischen Typ 53 geladen werden können; zur ausschließlichen Verwendung von sogenannten Geräuschmachern (Täuschkörper; engl.: noisemaker) sind allerdings auf der Los Angeles zwei zusätzliche Rohre vorgesehen. Auf der Alfa erfüllt eines der Torpedorohre diesen Zweck und wird nach Verbrauch aller Täuschkörper mit Torpedos geladen. Auf dem amerikanischen Boot steht zusätzlich ein separates Rohr für Raketen zur Verfügung; es handelt sich dabei um die Typen AGM-84 Harpoon, BGM-109 Tomahawk und UUM-125 Sea Lance.
Das Abfeuern erfolgt über einen Knopf mit der Aufschrift Launch, wodurch das jeweils angewählte Rohr abgefeuert wird. Torpedos und Geräuschmacher können unabhängig von der Art des ausgewählten Ziels abgefeuert werden; Raketen dagegen können ausschließlich gegen Oberflächenziele verwendet werden.
Für Torpedos stehen außerdem noch separate Bedienelemente zur Verfügung. Mit dem Knopf Select wird ein Torpedo als Ziel auf der Gefechtskarte ausgewählt, um ihm mit den folgenden Knöpfen Befehle zu erteilen:
- Direct lenkt den Torpedo zu einer Koordinate auf der Karte. Ist der Torpedo dort angelangt, aktiviert er den Suchmodus, um selbstständig Ziele zu finden.
- Search schaltet den Torpedo manuell in den Suchmodus um.
- Detonate sprengt den Torpedo augenblicklich.

Zu beachten ist, dass die Torpedos drahtgelenkt sind und daher nur solange gesteuert werden können, wie der Draht reicht. Über das baldige Ende des Drahtes wird der Spieler informiert; anschließend läuft der Torpedo selbstständig weiter.
Die Waffentafel wird durch einen Torpedo symbolisiert.

### Sonarraum
Im Sonarraum unternimmt der Spieler hydroakustische Maßnahmen, um sich über Ziele in seiner Nähe zu informieren. Bei gegebenem Passivsonarkontakt kann der Spieler über den Knopf Signal Analysis eine Analyse des akustischen Spektrums durchführen lassen, um sich über die Art des Kontakts im Klaren zu sein. Die Anzeige ist dabei in vier Bereiche für Schiffe, U-Boote, biologische Kontakte und Torpedos unterteilt. Je nachdem in welchem Bereich die meisten Ausschläge der Signalanalyse liegen, muss der Spieler entscheiden, wie er mit dem Kontakt umgeht.
Weitere Optionen im Sonarraum umfassen die Aktivierung eines Hochpassfilters, um aus allen Signalen speziell Torpedos herauszufiltern, die Aktivierung des Schleppsonars und auch des Aktivsonars. Dabei beeinträchtigt das Schleppsonar die Fahrleistung, während das Aktivsonar zwar detaillierte Daten liefert, aber das eigene U-Boot verraten kann.
Symbol für den Sonarraum ist ein Kopfhörer.

### Kartenraum
Im Kartenraum spielen sich alle wichtigen Dinge der Navigation ab. Hier kann der Spieler Sonarsignale und den eigenen Kurs plotten lassen, Kursberechnungen für verschiedene Zeitskalierungen anstellen, Wegpunkte für den Autopiloten setzen und auch einen Zeitraffer aktivieren, um langsame Vorgänge zu beschleunigen.
Symbol für den Kartenraum ist ein Sextant.

### Periskop
Am Periskop kann der Spieler in erster Linie ebendieses Sehrohr betätigen, also es entweder ein- oder ausfahren und in 45°-Schritten drehen. Zusätzlich kann der Spieler die für den Funkraum bedeutende Antenne betätigen und den ESM-Level ablesen, Voraussetzung ist, dass sich das U-Boot in Periskoptiefe befindet. Von Bedeutung ist es ferner, dass man über das Periskop auch direkt an der Oberfläche Ziele nach Sicht anvisieren und auch von diesem Bildschirm aus die Waffe im jeweils als aktiv gesetzten Torpedo- oder Raketenrohr abfeuern kann.
Symbol für die Periskopansicht ist ein Fernglas.

## Missionen
688 Attack Sub umfasst insgesamt zehn Einzelmissionen, die der Spieler von Anfang an auswählen kann. Jedoch knüpfen die Missionen teilweise aneinander an; zudem folgt auf eine erfolgreich absolvierte Mission unmittelbar der nächste Einsatz ohne zwischenzeitliche Rückkehr zum Missionswahlbildschirm.
Die Missionen im Einzelnen sind:
- TORPEX '89: In einer Torpedoübung bei den Färöer-Inseln hat der Spieler 15 Minuten Zeit, um mit den Waffen der Los Angeles drei von fünf ausgemusterten Zerstörern der Forrest-Sherman-Klasse zu versenken, ohne sich von diesen oder einem LAMPS-Helikopter entdecken zu lassen. Alternativ kann der Spieler die USS Dallas befehligen und dabei versuchen, dem in diesem Fall computergesteuerten Kommandanten der Los Angeles zuvorzukommen.
- Shake ’em: Der Spieler absolviert zu Übungszwecken eine weitere Fahrt bei den Färöer-Inseln. Dabei soll der Spieler ein hinter ihm fahrendes Alfa-U-Boot abschütteln, sodass es für mehr als drei Minuten den Kontakt verliert. Umgekehrt soll der Spieler in der Rolle des Alfa-Kommandanten den Sonarkontakt um jeden Preis halten bzw. nicht länger als drei Minuten abreißen lassen.
- Sub Ops: Diese Mission ist ausschließlich aus sowjetischer Sicht zu spielen. Der Spieler hat die Aufgabe, gewaltfrei feindliche U-Boote aus den Gewässern um den Marinehafen Poljarny bei Murmansk zu vertreiben; dazu muss er sich auf nächste Distanz (weniger als eine Seemeile) an die Boote heranschleichen und anschließend das Aktivsonar betätigen, um die Eindringlinge zu vertreiben.
- Mumar Cadaver: Als Vergeltungsmaßnahme für den Lockerbie-Anschlag hat der Spieler die Aufgabe, in der Straße von Gibraltar einen Konvoi libyscher Öltanker anzugreifen. Dabei muss der Spieler die Geleitkräfte beachten und auch den Schiffsverkehr anderer Staaten verschonen.
- Escape: Der Spieler soll mit der Los Angeles unbemerkt aus dem Mittelmeer entkommen; auf sowjetischer Seite soll dagegen versucht werden, das U-Boot zu orten, ohne es zu einem Angriff zu provozieren. Die Landkarte ist dieselbe wie in der vorherigen Mission.
- Goulash beginnt eine eigene Hintergrundgeschichte zu entwickeln. Jugoslawien nähert sich politisch der NATO an; als Strafmaßnahme droht die Sowjetunion mit Angriffen auf den Schiffsverkehr in der Straße von Otranto, welcher Nachschub für die jugoslawische Armee liefern soll. Der Spieler muss auf amerikanischer Seite die jugoslawischen Frachtschiffe auf ihrer Fahrt nach Trivat vor sowjetischen Überwassereinheiten beschützen.
- Cat Walk: Nachdem sich an der Situation in Jugoslawien in Europa der Dritte Weltkrieg entzündet hat, soll der Spieler im Pazifik den Durchbruch eines SSBNs der Typhoon-Klasse jenseits der Kurilen-Inseln verhindern und wird dabei von U-Jagdhubschraubern unterstützt, die Ortungspunkte des Bootes mit Signalbojen markieren. Umgekehrt fährt der Spieler auf sowjetischer Seite Geleitschutz für das Raketen-U-Boot.
- Surprise Party: Die NATO sammelt im Meer vor Norwegen Überwasserkräfte, um die sowjetische Nordflotte in ihren Häfen zu binden. Der Spieler soll mit der Los Angeles die Fahrt der Schiffe vor der bretonischen Küste sichern. Umgekehrt hat der Spieler auf Seiten der UdSSR die Aufgabe, so viele feindliche Einheiten wie möglich zu versenken.
- Homecoming: Wie in der Atlantikschlacht sind Nachschubkonvois im Atlantik von besonderer Bedeutung für die Kriegsführung auf dem europäischen Festland. Entsprechend bereitet der Spieler im Einsatz für die Sowjetunion vor der Bretagne einen Hinterhalt für einen alliierten Konvoi vor und wird dabei von einem mit Pskovskii Komsomol benannten Raketen-U-Boot der Oscar-Klasse unterstützt. Der amerikanische Spieler muss wiederum den Konvoi schützen.
- Hit and Run: In der letzten, ausschließlich amerikanischen Mission muss der Spieler in der Ostsee bis vor die Küste der DDR vordringen, um von dort aus Tomahawk-Marschflugkörper auf strategische Ziele im Hinterland (im deutschen Handbuch ist von einer C-Waffen-Fabrik die Rede) abzufeuern. Anschließend soll der Spieler mit dem U-Boot aus der Ostsee entkommen.

## Technik und Aufmachung
688 Attack Sub griff alle damals vorhandenen Grafikformate auf, mit 256 dargestellten Farben war davon die VGA-Version technisch am höchsten entwickelt. Das Spiel wurde die meiste Zeit über die verschiedenen Instrumente und die Schalttafel des U-Bootes gesteuert. Die „Außenwelt“ wurde über die taktische Karte, das Periskop und eine Echolot-Ansicht gezeigt. Dennoch war diese spärliche Präsentation ausreichend genug, um eine spannende Atmosphäre aufzubauen, zumal im Alarmfall auch sämtliche Bildschirme rot eingefärbt wurden, wie es dem Publikum zu dieser Zeit aus einschlägigen Filmen (z. B. Das Boot, Jagd auf Roter Oktober) bekannt war.
Die Soundeffekte wurden über Systemlautsprecher, AdLib oder Covox Speech Thing wiedergegeben und repräsentierten die unumgänglichen Sonar-„Pings“, Feuer und Explosionsgeräusche. Auch konnte der Spieler im Sonarraum die Sonarsignatur des angewählten Ziels anhören und auf ihren Typ (Schiff/U-Boot/Lebewesen/Torpedo) analysieren lassen. An Musik existierte nur eine dramatische MIDI-Titelmelodie. Eine Sprachausgabe existierte erst in der Mega-Drive-Umsetzung, zuvor meldeten sich die Offiziere und Ingenieure per Bild- und Texteinblendung zu Wort.
Das Spiel bot ebenfalls den schon beschriebenen Mehrspielermodus per Direktwahl über die Telefonleitung.
Weiter lag dem Spiel ein umfassendes, auch ins Deutsche übersetzte Handbuch bei, das den Spieler neben der unmittelbaren Spielanleitung und dem Kopierschutz auch über Taktiken und Technik der U-Boot-Kriegsführung informierte. Enthalten waren entsprechend auch ein Glossar für Fachbegriffe und Datenblätter von allen im Spiel enthaltenen Fahrzeugen und Waffen. Zuletzt enthielt das Handbuch auch einige persönliche Anmerkungen des Entwicklers John W. Ratcliff.

## Rezeption
In der unmittelbaren Spielkritik schnitt das Spiel durchweg gut ab, beispielsweise erhielt das Spiel in 14 Rezensionen europäischer Amiga-Zeitschriften eine Durchschnittswertung von 79 Prozentpunkten. Betont wurden die spielerischen und inhaltlichen Unterschiede zum Konkurrenzprodukt Silent Service von MicroProse:

„[…] nach einiger Eingewöhnung macht 688 Attack Sub wegen seiner größeren Realitätsnähe [gegenüber Silent Service] mehr Spaß. […] Wer gerne in einem supermodernen High-Tech-Kriegsgerät simuliert durchs Wasser zischt, kommt bei Attack Sub hingegen voll auf seine Kosten.“

In der US-amerikanischen Zeitschrift The Games Machine hob Redakteur Mark Caswell den Unterschied zu Flugsimulationen und den hohen Spannungsgehalt hervor:

“Airplane sims have always been around, but sub sims are rare – and always surprisingly popular. 688 Attack Sub is an excellent way to acquaint yourself with the claustrophobic atmosphere of underwater warfare. True, some stealthy missions are really only for strategy buffs (they're so longwinded), but the hunt and destroy missions […] are nail-biting stuff.”

„Flugsimulationen hat es immer viele gegeben, U-Boot-Simulationen sind dagegen selten – und immer überraschend beliebt. 688 Attack Sub ist ein außergewöhnlicher Weg, sich mit der beklemmenden Atmosphäre untermeerischer Kriegsführung vertraut zu machen. Sicherlich, einige der Schleich-Missionen sind langwierig und daher nur etwas für die Strategieexperten, aber die Jagen-und-Zerstören-Einsätze bieten Stoff zum Nägelkauen.“

Negativ fiel dagegen eine Kritik von Jonathan Davies in der Amiga Power aus:

688 Attack Sub is for the man (or woman) who like their submarine sim sophisticated, efficient, characterless and excitement-free. It's for the kind of person who'd choose a Nissan Micra over a 205 GTI. […] Thrills and atmosphere are short in supply – you never get the feeling you're actually sitting at the helm of a submarine. Silent Service 2 would be a much better alternative […].

„688 Attack Sub ist für den Mann (oder die Frau) geeignet, die ihre U-Boot-Simulationen anspruchsvoll, effizient, charakterlos und spannungsfrei mögen. Es ist für die Leute, die eher einen Nissan Micra als einen 205 GTI wählen würden. […] Es mangelt an Aufregungen und Atmosphäre – man hat nie das Gefühl, wirklich auf der Brücke eines U-Bootes zu stehen. Silent Service 2 wäre die bessere Wahl […].“

Technisch fortschrittliche Merkmale waren unter anderem die Maussteuerung und der Modem-Modus. Insgesamt betrachtet scheuten sich daher einige Webzines nicht, das Spiel als Meilenstein seines Genres zu bezeichnen:

“Overall, though, with the mouse interface, multiple screens, good graphics, and modem play, 688 Attack Sub can be viewed as a milestone in subsim development.”

„Alles in allem, dennoch, mit dem Mausinterface, mehrfachen Bildschirmen, guten Grafiken und dem Modemmodus kann 688 Attack Sub als Meilenstein der Entwicklung von U-Boot-Simulationen betrachtet werden.“

Im Nachhinein wurde 688 mehrfach als Referenz auch für wesentlich modernere Spiele genannt. Das '94er Sequel SSN-21 Seawolf stellt lediglich eine technische Überarbeitung des Spiels dar, und auch bei Rezensionen der weiteren Nachfolger wurde immer wieder auf das Originalspiel Bezug genommen. Dabei wurden allerdings entweder die mangelnden Innovationen beklagt oder der Einwand erhoben, dass die Auswalzung des Spielprinzips auf mühsame und komplizierte Detailarbeit wie z. B. „Target Motion Analysis“ (TMA) oder Sonarbedienung den Spielspaß gegenüber 688 Attack Sub schmälern würde: „Seit dem Uralt-Titel 688 Attack Sub wurden nur die Grafiken verändert, spielerisch konnte in diesem Genre seit über zehn Jahren nichts neues gewonnen werden“ (Harald Wagner: Testbericht zu 688(i) Hunter/Killer, PC Games 9/97) Später wurde gegenüber Sub Command mit Bezug auf 688 Attack Sub in einem Testbericht geschrieben, man habe 1988 „aus sechs Standbildschirmen eine spannende U-Boot-Simulation“ programmieren können, was aber 2001 nicht mehr gehe.

## Nachfolger
688 Attack Sub hat bis heute vier Nachfolger bekommen:
- SSN-21 Seawolf (1994)
- Jane’s 688(i) Hunter/Killer (1997)
- Sub Command (2000)
- Dangerous Waters (2004)

SSN-21 Seawolf und Jane’s 688(i) Hunter/Killer erschienen bei Electronic Arts und wurden offiziell als Nachfolger des Originals von 1988 beworben. 688(i) bot eine recht moderne 3D-Grafik für Außenansichten und wurde inhaltlich noch komplexer und vielschichtiger. Nachdem EA’s Jane’s-Sparte im Jahr 2000 eingestellt worden war, gründeten die Entwickler von 688(i) das Entwicklungsstudio Sonalysts Combat Simulations und veröffentlichten in der Folgezeit Sub Command und Dangerous Waters. Beide Spiele nutzen eine überarbeitete Version der 688(i)-Engine.

## Trivia
- Um die Atmosphäre auf dem sowjetischen U-Boot realistischer zu gestalten, wurde für sämtliche englischen Texte ein pseudo-kyrillisches Alphabet verwendet, was dann z. B. so aussah: ЗSTAЪLISЖIИБ SATЗLLITЗ ЦРLІИК (Für „establishing satellite uplink“). In der Mega-Drive-Version wurden tatsächlich alle Texte ins Russische übersetzt. Insgesamt wurden folgende Buchstaben wie folgt verwendet:

| Kyrillischer Buchstabe | Aussprache     | Verwendung |
| ---------------------- | -------------- | ---------- |
| Я                      | Ja             | R          |
| Ж                      | Sche           | H          |
| З                      | Ze             | E          |
| Б                      | Be             | G          |
| И                      | I              | N          |
| Ц                      | Ts             | U          |
| Ч                      | ch             | Y          |
| Ъ                      | (Härtezeichen) | B          |
| Ф                      | Ef             | O          |
| щ                      | Schtsch        | W          |

- Der Bildschirm für Schadensmeldungen zeigte auf der Los Angeles einen Seitenriss des U-Bootes. Auf dem Alfa-Boot dagegen war kein Seitenriss zu sehen, da offenbar während des Kalten Krieges in den USA in zivilen Kreisen keinerlei Informationen über das tatsächliche Aussehen der Alfa vorhanden waren. Erst die Mega-Drive-Version von 1992 behob diesen Informationsmangel, zeigte dabei aber auch Fehler: So hatte das dargestellte Alfa-Boot drei statt nur einem Propeller.

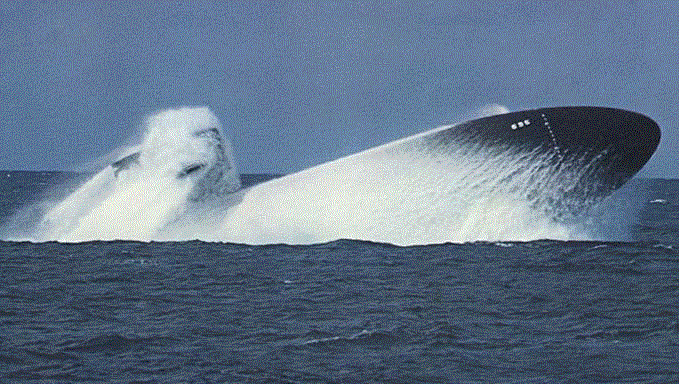
USS Birmingham führt Notauftauchmanöver durch. Dieses Bild wurde für den Titelbildschirm des Spieles übernommen.

- Das Titelbild der VGA-Version zeigt das berühmt gewordene Bild eines Notauftauchmanövers der Birmingham.
- Die Nachbildung des sowjetischen Sonarcomputers trägt eine mit CCCP (kyrillisch: SSSR) überklebte Plakette: Toshiba/Made in Japan. Dies spielt auf einen politischen Skandal der 1980er Jahre an: Toshiba hatte seit 1983 Präzisionsfräsen an die UdSSR geliefert, welche im U-Bootbau zur Herstellung moderner kavitationsarmer Propeller benutzt wurden. Die US-Regierung war darüber sehr verstimmt, zumal diese Fräsen unter anderem zur Produktion der auf der Akula-Klasse verbauten Schrauben eingesetzt wurden.[6] Zudem wurden von beiden Seiten zur Abwicklung des Geschäftes gefälschte Exportlizenzen verwendet.[7] Zeitweilig stand vor dem amerikanischen Kongress die Debatte im Raum, Toshiba mit einer Handelssperre zu belegen; als Protestakt zerstörten Abgeordnete vor dem Kapitol öffentlich Toshiba-Produkte.[8]
- Das sowjetische Boot der Alfa-Klasse wird in Missionsbeschreibungen stets als „PLA Leninskii Komsomol“ bezeichnet. Tatsächlich hatten sowjetische U-Boote gar keine Eigennamen, sondern wurden einem Buchstaben und einer Nummer bezeichnet, beispielsweise K-219. Eine einzige Ausnahme bildete die reale „Leninski Komsomol“ (K-3), das erste Atom-U-Boot der Sowjetunion. Darüber hinaus haben die U-Boote der russischen Marine nach 1992 Eigennamen enthalten, beispielsweise Kursk. PLA als Abkürzung für Podwodnaja Lodka Atomnaja (entsprechend dem amerikanischen SSN) wurde im sowjetischen Dienstgebrauch niemals als Präfix vor einem Schiffsnamen oder einer Schiffsbezeichnung genannt.
- Ein Easter Egg ist der Name des Admirals, der dem Spieler auf amerikanischer Seite die Befehlsschreiben erteilt. Dieser wird mit RAdm J.W. Ratcliff III bezeichnet, eine klare Anspielung auf den Entwickler John W. Ratcliff. Die Abkürzung RAdm steht für Rear Admiral, zu deutsch Konteradmiral.

## Im Spiel enthaltene Waffen und Fahrzeuge
| U-Boote - Sowjetunion - Alfa-Klasse - Akula-Klasse - Charlie-II-Klasse - Foxtrot-Klasse - Kilo-Klasse - Oscar-Klasse - Typhoon-Klasse - Projekt 671RTM - USA/Alliierte - Los-Angeles-Klasse - Trafalgar-Klasse | Schiffe - Sowjetunion - Kara-Klasse - Projekt 1144 - Projekt 1159 - Kriwak-Klasse - Slava-Klasse - USA/Alliierte - Forrest-Sherman-Klasse - Iowa-Klasse - Kidd-Klasse - Nimitz-Klasse - Oliver-Hazard-Perry-Klasse - Sacramento-Klasse - Diverse - Frachtschiffe - Tanker | Waffen - Torpedos - Mk 32 - Mk 46 - Mk 48 - Mk 50 - Spearfish - Typ 40 - Typ 53 - Typ 65 - Raketen - ASROC - Harpoon - Tomahawk - SS-N-14 Silex - UUM-125 Sea Lance | Luftfahrzeuge - P-3 Orion - SH-60B Seahawk |